# Comissari Europeu de Medi Ambient
El Comissari Europeu de Medi Ambient és un membre de la Comissió Europea que s'ocupa de la protecció del Medi Ambient a la Unió Europea. L'actual Comissari és el grec Stavros Dimas.

## Política medioambiental
La Unió Europea ha pres consciència envers la protecció al Medi Ambient gràcies a la signatura del Protocol de Kyoto l'any 1998 i la creació el 2005 el Règim de Comerç de Drets d'Emissió. Actualment està acceptant de manera unilateral reduir les seves emissions en un 20% l'any 2020 mitjançant el desenvolupament d'una política energètica concreta.
Altres polítiques inclouen: la xarxa Natura 2000, una àmplia i reeixida xarxa de llocs de conservació de la naturalesa; la directia anomenada "Registre, Avaluació, Autorització i Restricció de Productes Químics" (REACH) que exigiria proves de seguretat sobre els productes químics i la Directiva marc de l'aigua que ha de garantir la qualitat de l'aigua.

## Llista de Comissaris Europeus de Medi Ambient
| Comissió               | Inici                  | Finalització          | Nom                       | País      | Partit |
| Ortoli                 |                        |                       |                           |           |        |
| ---------------------- | ---------------------- | --------------------- | ------------------------- | --------- | ------ |
| Ortoli                 | 6 de gener de 1973     | 5 de gener de 1977    | Carlo Scarascia- Mugnozza | Itàlia    | ind.   |
| Jenkins                |                        |                       |                           |           |        |
| 6 de gener de 1977     | 5 de gener de 1981     | Lorenzo Natali        | Itàlia                    | DCI       |        |
| Thorn                  |                        |                       |                           |           |        |
| 6 de gener de 1981     | 5 de gener de 1985     | Karl-Heinz Narjes     | Alemanya                  | ind.      |        |
| Delors I               |                        |                       |                           |           |        |
| 6 de gener de 1985     | 5 de gener de 1989     | Stanley Clinton Davis | Regne Unit                | Laborista |        |
| Delors II              |                        |                       |                           |           |        |
| 6 de gener de 1989     | 5 de gener de 1993     | Carlo di Meana        | Itàlia                    | PSI       |        |
| Delors III             |                        |                       |                           |           |        |
| 6 de gener de 1993     | 22 de gener de 1995    | Ioannis Paleokrassas  | Grècia                    | NΔ        |        |
| Santer                 |                        |                       |                           |           |        |
| 23 de gener de 1995    | 15 de març de 1999     | Ritt Bjerregaard      | Dinamarca                 | SD        |        |
| Marín                  |                        |                       |                           |           |        |
| 16 de març de 1999     | 15 de setembre de 1999 | Ritt Bjerregaard      | Dinamarca                 | SD        |        |
| Prodi                  |                        |                       |                           |           |        |
| 16 de setembre de 1999 | 21 de novembre de 2004 | Margot Wallström      | Suècia                    | SDWP      |        |
| Barroso I              |                        |                       |                           |           |        |
| 22 de novembre de 2004 | 9 de febrer de 2010    | Stavros Dimas         | Grècia                    | NΔ        |        |
| Barroso II             |                        |                       |                           |           |        |
| 9 de febrer de 2010    | actualitat             | Janez Potočnik        | Eslovènia                 | LDS       |        |

Llegenda: